# Eleição da cidade-sede dos Jogos Olímpicos de Verão de 1988
A eleição da cidade-sede dos Jogos Olímpicos de Verão de 1988 ocorreu em 30 de setembro de 1981, durante a 82ª Sessão do COI, realizada em Baden-Baden, na Alemanha.

## Candidaturas
- Nagoya - Em 17 de setembro de 1980, a cidade japonesa de Nagoya lançou a candidatura para os Jogos Olímpicos de 1988.[2]